# Bangkok Yai
Bangkok Yai (tiếng Thái: บางกอกใหญ่, phát âm [bāːŋ.kɔ̀ːk jàj]) là một tron 50 khẹt (quận) của Bangkok, Thái Lan. Các huyện giáp ranh là: (từ phía bắc theo chiều kim đồng hồ) Bangkok Noi, Phra Nakhon (bên kia sông Chao Phraya), Thon Buri, Phasi Charoen, và Taling Chan.

## Lịch sử
Quận được đặt tên theo Khlong Bangkok Yai (คลองบางกอกใหญ่, cũng gọi là Khlong Bang Luang, คลองบางหลวง) trước kia thuộc sông Chao Phraya River cho đến khi người ta đào con kênh vào năm 1522 vào thời Ayutthaya, con kênh này đã làm thay đổi dòng chảy của sông, con kênh trở thành sông chính còn sông thì như Khlong Bangkok Yai ngày nay.
Ban đầu gọi là Amphoe Hongsaram (หงสาราม) khi huyện được thành lập năm 1915, tên gọi đã được đổi tên thành huyện Bangkok Yai năm 1916, bị hạ xuống thành tiểu huyện thuộc huyện Bang Yi Khan (บางยี่ขัน) năm 1938, được nâng thành huyện năm 1958, và cuối cùng thành quận (khet) trong cuộc cải cách hành chính năm 1972.

## Chùa

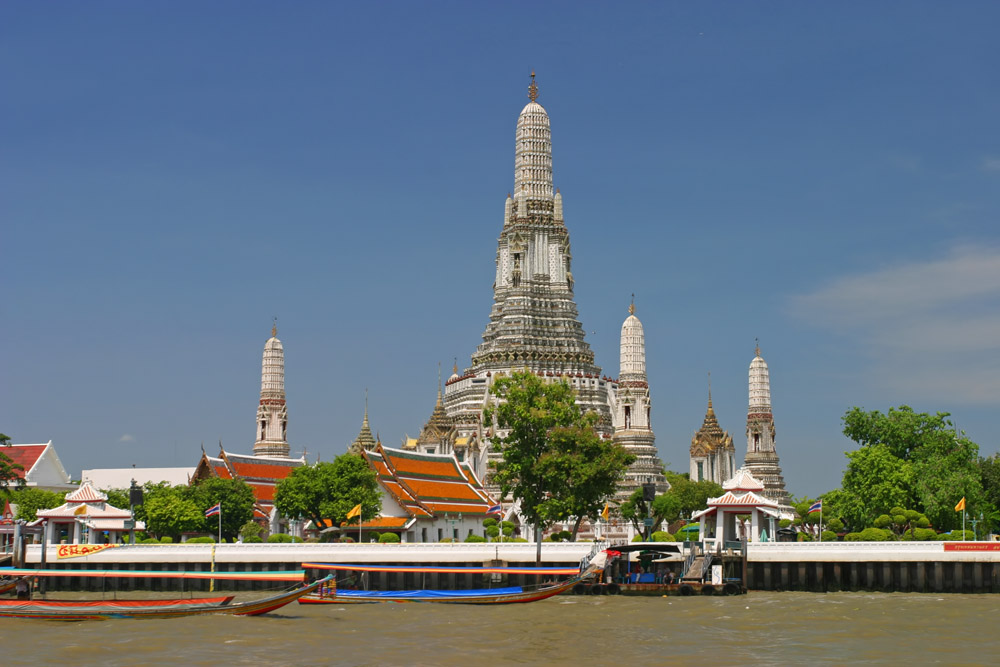
Wat Arun

- Wat Arun
- Wang Derm Palace
- Wat Hong Rattanaram
- Wat Khruea Wan
- Wat Molilokkayaram
- Wat Ratchasittharam

## Hành chính
Quận được chia thành 2 phó quận (Khwaeng).
| No.  | Tên          | Thái    | Diện tích (km2) | Bản đồ |
| ---- | ------------ | ------- | --------------- | ------ |
| 1.   | Wat Arun     | วัดอรุณ   | 0.834           | Map    |
| 2.   | Wat Tha Phra | วัดท่าพระ | 5.346           | Map    |
| Tổng | Tổng         | Tổng    | 6,180           | Map    |